# Беттлське абатство
Беттлське абатство — частково зруйнований комплекс будівель бенедиктинського абатства святого Мартина у місті Бетл, Східний Сассекс, Англія. Абатство було побудовано на місці, яке традиційно вважалось місцем битви при Гастингсі, його будівлі та руїни є частиною історичної експозиції «Битва при Гастингсі 1066 року, Абатство та поле бою» і являють собою популярний туристичний об'єкт.
У 1070 році Папа Олександр ІІ закликав норманів спокутувати вбивства, вчинені ними під час завоювання Англії. У відповідь, Вільгельм Завойовник дав обітницю збудувати абатство на місці головної битви завоювання таким чином, щоб вівтар церкви абатства стояв на тому саме місці, де 14 жовтня 1066 року король Гарольд ІІ загинув у битві. Він розпорядився почати будівництво і присвятив абатство святому Мартину, але помер до закінчення будівництва. Церкву було добудовано і освячено приблизно у 1094 році, за правління його сина, Вільгельма ІІ. За розпорядженнями Вільгельма Завойовника, абатство мало залишатись поза звичайною системою єпископального підпорядкування, що ставило його на одну рівень із Кентерберійським абатством.
У другій половині XIII століття будівлі абатства було відреставровано, але у 1538 році, під час розгону монастирів Генріхом VIII, абатство було практично знищено і залишки протягом століть міняли власників і використання. У 1976 році їх викупив уряд Великої Британії та передав в управління трастовому фонду «Англійський спадок».